# Lepies György
Lepies György (Budapest, 1935. május 19. – 2019. február 4. vagy előtte) magyar sportújságíró, úszó, vízilabdázó.

## Élete
1959-ben szerzett jogi diplomát az Eötvös Loránd Tudományegyetemen. 1961-ben elvégezte az MÚOSZ újságíró iskoláját. 1959 és 1990 között a Népszava munkatársa, 1989-ban a Mai Magazin szerkesztője volt. 1989 és 2004 között a Sajtószakszervezet titkáraként, majd főtitkáraként tevékenykedett.
1954 és 1961 között a Budapesti Spartacus úszója és vízilabdázója volt. 1957-ben és 1958-ban magyar csapatbajnoki címet szerzett folyamúszásban.

## Művei
- Kapitányságom története [Baróti Lajos, Papp László] (1984)
- Kapitányságom története [Gyarmati Dezső, Jakabházy László] (1985)
- Tragédia a sportpályán (1985, Serényi Péterrel)
- A Bumblebee-akció (1987, bűnügyi regény, George Lepies néven)
- Leszámolás a börtönben (1987, bűnügyi regény)
- Ügyvéd úr, a pénzért mindent… (1989)
- Halál élőadásban (1990, bűnügyi regény, George Lepies néven)

## Díjai
- Vasvári Pál-emlékérem (2004)